# Конторович, Михаил Иосифович
Михаил Иосифович Конторович (1906—1987) — физик, специалист по нелинейным электромагнитным колебаниям и радиофизике; выпускник Ленинградского электротехнического института; доктор технических наук, профессор и заведующий кафедрой радиофизики инженерно-физического факультета ЛПИ (1939); соавтор преобразования Конторовича — Лебедева; заслуженный деятель науки и техники РСФСР.

## Биография
Михаил Конторович родился в 1906 году; являлся выпускником Ленинградского электротехнического института и доцентом кафедры теоретической физики Ленинградского политехнического института (ЛПИ). В 1930-х годах, совместно с математиком Николаем Лебедевым, Конторович сформулировал интегральное преобразование, которое впоследствии стало классическим для математической физики — и получило известность как «Преобразование Конторовича — Лебедева». В 1930 году впервые возглавил кафедру радиофизики, являвшейся частью инженерно-физического факультета ЛПИ. Во время Великой Отечественной войны принимал участие в организации помощи войскам РККА: получил орден Красной Звезды и ряд других наград.
Конторович являлся соавтором так называемой «дифракционной формулы» (работы была выполнена совместно с Ю. К. Муравьёвым); он также являлся одним из создателей советской школы радиофизики. Стал доктором технических наук и заслуженным деятелем науки и техники РСФСР. В начале 1970-х годов занимался исследованиями в области СВЧ-ферритовой техники; публиковал работы в области микроэлектроники. Скончался в 1987 году.

## Работы
- «Операционное исчисление и процессы в электрических цепях»
- Нелинейные колебания в радиотехнике (автоколебательные системы). — Москва : Советское радио, 1973. — 320 с.
- Эквивалентная схема усилителя при наличии шумов : Учеб. пособие. — Ленинград : ЛПИ, 1979. — 49 с.